# مقاطعة كالدويل (كارولاينا الشمالية)
مقاطعة كالدويل (بالإنجليزية: Caldwell County)‏ هي إحدى مقاطعات ولاية كارولاينا الشمالية في الولايات المتحدة الأمريكية. مركز المقاطعة أو مقعدها هي مدينة لينوير. تأسست هذه المقاطعة سنة 1841.أصل هذه المقاطعة يأتي من: مقاطعة بورك ومقاطعة ويلكس.

## أعلام
- إيتا بيكر
- صموئيل إل. باترسون
- ثيودورا كيوغ